# Doix
Doix és un municipi francès situat al departament de Vendée i a la regió de País del Loira. L'any 2007 tenia 808 habitants.

## Demografia

### Població
El 2007 la població de fet de Doix era de 808 persones. Hi havia 298 famílies de les quals 68 eren unipersonals (40 homes vivint sols i 28 dones vivint soles), 109 parelles sense fills, 101 parelles amb fills i 20 famílies monoparentals amb fills.
La població ha evolucionat segons el següent gràfic:
Habitants censats

### Habitatges
El 2007 hi havia 370 habitatges, 297 eren l'habitatge principal de la família, 45 eren segones residències i 29 estaven desocupats. 361 eren cases i 8 eren apartaments. Dels 297 habitatges principals, 241 estaven ocupats pels seus propietaris, 52 estaven llogats i ocupats pels llogaters i 3 estaven cedits a títol gratuït; 1 tenia una cambra, 10 en tenien dues, 24 en tenien tres, 73 en tenien quatre i 189 en tenien cinc o més. 245 habitatges disposaven pel capbaix d'una plaça de pàrquing. A 137 habitatges hi havia un automòbil i a 141 n'hi havia dos o més.

### Piràmide de població
La piràmide de població per edats i sexe el 2009 era:
| Homes | Edats   | Dones |
| ----- | ------- | ----- |
| 0     | 95 o +  | 4     |
| 0     | 90 a 94 | 16    |
| 16    | 85 a 89 | 40    |
| 16    | 80 a 84 | 16    |
| 8     | 75 a 79 | 32    |
| 28    | 70 a 74 | 16    |
| 8     | 65 a 69 | 8     |
| 12    | 60 a 64 | 16    |
| 20    | 55 a 59 | 8     |
| 32    | 50 a 54 | 24    |
| 28    | 45 a 49 | 36    |
| 32    | 40 a 44 | 20    |
| 24    | 35 a 39 | 32    |
| 20    | 30 a 34 | 12    |
| 16    | 25 a 29 | 24    |
| 28    | 20 a 24 | 16    |
| 28    | 15 a 19 | 28    |
| 32    | 10 a 14 | 20    |
| 16    | 5 a 9   | 24    |
| 20    | 0 a 4   | 4     |

## Economia
El 2007 la població en edat de treballar era de 483 persones, 353 eren actives i 130 eren inactives. De les 353 persones actives 328 estaven ocupades (186 homes i 142 dones) i 25 estaven aturades (10 homes i 15 dones). De les 130 persones inactives 55 estaven jubilades, 25 estaven estudiant i 50 estaven classificades com a «altres inactius».

### Ingressos
El 2009 a Doix hi havia 322 unitats fiscals que integraven 792,5 persones, la mediana anual d'ingressos fiscals per persona era de 16.346 €.

### Activitats econòmiques
Dels 26 establiments que hi havia el 2007, 1 era d'una empresa alimentària, 2 d'empreses de fabricació d'altres productes industrials, 5 d'empreses de construcció, 5 d'empreses de comerç i reparació d'automòbils, 1 d'una empresa d'hostatgeria i restauració, 1 d'una empresa financera, 1 d'una empresa immobiliària, 6 d'empreses de serveis i 4 d'empreses classificades com a «altres activitats de serveis».
Dels 8 establiments de servei als particulars que hi havia el 2009, 1 era una oficina bancària, 1 taller de reparació d'automòbils i de material agrícola, 1 lampisteria, 2 electricistes, 2 perruqueries i 1 agència immobiliària.
Dels 3 establiments comercials que hi havia el 2009, 1 era una fleca, 1 una botiga d'equipament de la llar i 1 una floristeria.
L'any 2000 a Doix hi havia 17 explotacions agrícoles que ocupaven un total de 1.320 hectàrees.

## Equipaments sanitaris i escolars
El 2009 hi havia 1 escola elemental i 1 escola elemental integrada dins d'un grup escolar amb les comunes properes formant una escola dispersa.

## Poblacions més properes
El següent diagrama mostra les poblacions més properes.